# Föreningen Svenska Spetsar
Föreningen Svenska Spetsar, Linköping, bildades 1962 för att främja knyppling i Sverige, genom rådgivning, utbildning och försäljning. 
Föreningen har ca 1 000 medlemmar (2007). Föreningen har varit huvudman för en rikskonsulent i knyppling (spetskonsulent) i Vadstena.